# Малый чоп
Малый чоп (лат. Zingel streber) — вид рыб из семейства окуневых.

## Биологическое описание
Реофильная рыба. Активна в сумерках и ночью. Длина тела до 20 см (обычно до 15 см), вес до 200 г. Половой зрелости достигает на 2—3 году. Нерест в апреле—мае. Плодовитость — до 10 тысяч икринок. Икру откладывает на дно. Икра мелкая, приклеивается к субстрату. Питается в основном ночью, кормом являются личинки насекомых, черви, рачки, моллюски, икра и личинки рыб.

## Ареал
Распространён в бассейне Дуная (притоки Тисы и Прута, низовья Дуная). Эндемик этих рек. Встречается на глубоких участках рек с быстрым течением и песчаным, глинистым или каменистым грунтом.

## Охрана
Занесён в Красную книгу Украины. Вылов запрещён Правилами любительского и спортивного рыболовства во внутренних водах Украины (1990).